# Gordon Moore
Gordon Earle Moore, ameriški računalnikar in poslovnež, * 3. januar 1929, San Francisco, Kalifornija, ZDA, † 24. marec 2023, Havaji.
Moore je soustanovitelj podjetja Intel, ki je uspelo z lansiranjem procesorja i4004. Njegov bistveni prispevek k računalništvu je Moorov zakon.
Leta 1965 je Gordon Moore objavil članek "Stlačiti več komponent na integrirana vezja", v katerem je napovedal, da se bo število tranzistorjev na kvadratnem palcu vsako leto podvojilo. Leta 1975 je zaradi večjih ter naraščajočih stroškov napoved popravil in zapisal, da bo podvojitveni čas znašal raje dve leti in ne eno.
Danes se v povezavi z Moorovim zakonom navadno omenja vrednost 18 mesecev(leto in pol) za podvojitev števila tranzistorjev.
Zaradi upočasnitve rasti števila tranzistorjev v procesorjih se je ta teza spremenila tako, da naj bi se v povprečju vsakih 18 mesecev procesorska moč podvojila.                                                                                   